# یواس‌اس جونز (۱۸۱۴)
یواس‌اس جونز (۱۸۱۴) (به انگلیسی: USS Jones (1814)) یک کشتی بود که طول آن ۱۱۷ فوت ۱۱ اینچ (۳۵٫۹۴ متر) بود. این کشتی در سال ۱۸۱۴ ساخته شد.